# (2499) Brunk
Pour les articles homonymes, voir Brunk.
(2499) Brunk est un astéroïde de la ceinture principale.

## Description
(2499) Brunk est un astéroïde de la ceinture principale. Il fut découvert le 7 novembre 1978 à l'Observatoire Palomar par Eleanor Francis Helin et Schelte J. Bus. Il présente une orbite caractérisée par un demi-grand axe de 3,10 UA, une excentricité de 0,13 et une inclinaison de 0,8° par rapport à l'écliptique.

## Compléments